# Фонтанелла, Марио
Марио Фонтанелла (итал. Mario Fontanella; 28 июня 1989, Неаполь) — итальянский футболист, нападающий.

## Биография
Воспитанник академии «Наполи». С 2008 года выступал на взрослом уровне в клубах четвёртого дивизиона Италии. В 2015 году подписал контракт с мальтийский клубом «Флориана». В первый же сезон на Мальте, Фонтанелла стал лучшим бомбардиром чемпионата, забив 20 голов в 31 матче. В дальнейшем он регулярно попадал в число лучших бомбардиров лиги, но лучшим уже не становился. В сезоне 2016/17 завоевал с «Флорианой» Кубок Мальты, также выступал за команду в отборочных турнирах еврокубков. В 2018 году перешёл в «Валлетту». В первый сезон в новом клубе стал участником золотого матча против «Хибернианс» (2:2, 4:2 по пенальти), в котором стал автором гола в овертайме, а позже реализовал свой удар в серии пенальти.
В 2020 году Фонтанелла получил рекомендацию футбольной ассоциации Мальты на получение мальтийского гражданства, с целью приглашению его в национальную сборную, однако рассмотрение заявки затянулось и за сборную Мальты он в итоге не сыграл. Летом 2022 года перешёл в бахрейнский клуб «Аль-Мухаррак».

## Достижения
«Флориана»
- Обладатель Кубка Мальты: 2016/17
- Обладатель Суперкубка Мальты: 2017

«Валлетта»
- Чемпион Мальты: 2018/19
- Обладатель Суперкубка Мальты (2): 2018, 2019

### Личные
- Лучший бомбардир чемпионата Мальты 2015/16 (20 голов)